# Epibryon hypophyllum
Epibryon hypophyllum är en svampart som beskrevs av Döbbeler 1979. Epibryon hypophyllum ingår i släktet Epibryon och familjen Pseudoperisporiaceae.   Inga underarter finns listade i Catalogue of Life.